# África francófona

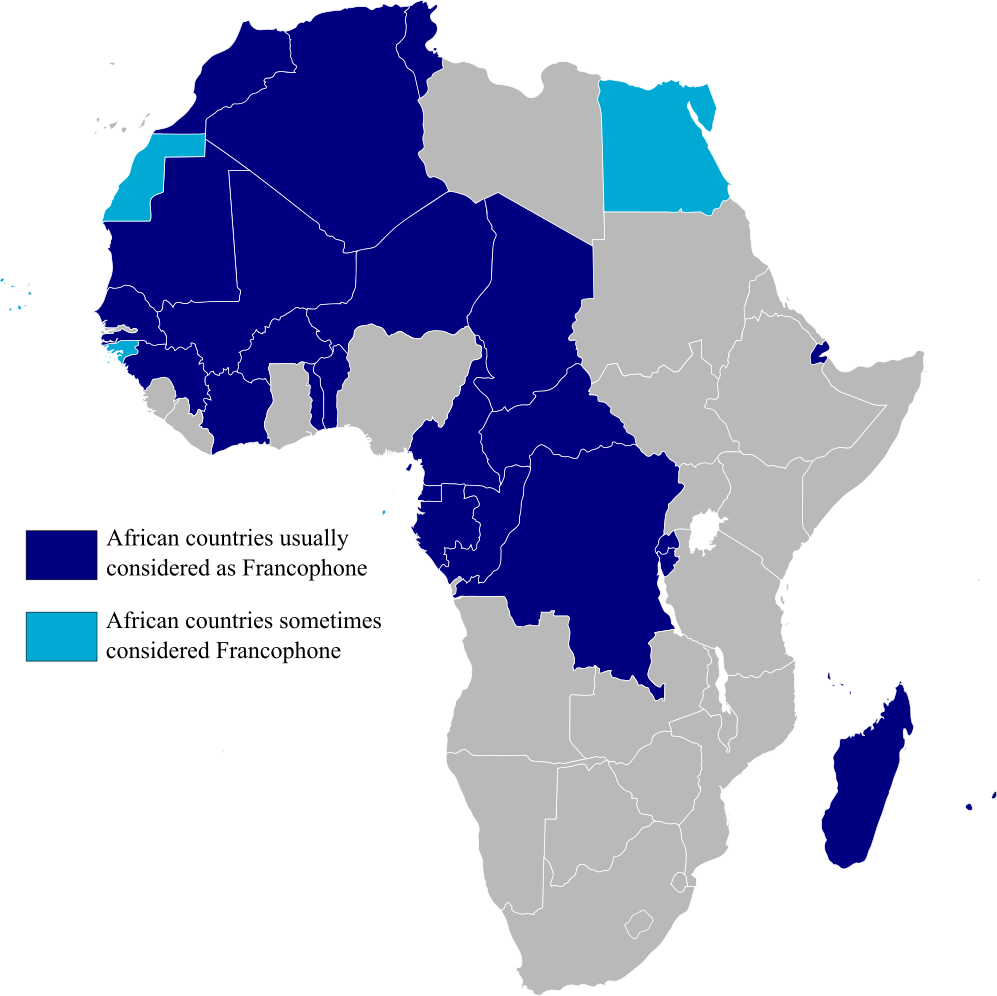
En azul oscuro, los países en los que el francés es idioma oficial o está extendido su uso, aunque no sea oficial (como en todo el Magreb), mientras que el azul claro representa a los países en los que se utiliza este idioma, pero de forma minoritaria.
En 2025, la parte en oscuro, tenía una población de 540 millones de habitantes y se estima que en 2050 la cifra se incremente hasta 847 millones.

Se conoce cómo África francófona aquellos países africanos en el que el francés es lengua vehicular o cooficial. Según datos de 2024, se estima que 350 millones de personas hablan francés en 32 países francófonos de África. Entre los informes se incluyen aquellos que tienen el francés como lengua nativa o segunda, sin embargo no están incluidos los francoparlantes que residen en otro país del continente donde no se habla el idioma. El idioma llegó a África como consecuencia del colonialismo francés y belga.
El francés es el segundo idioma del continente, pero en algunos territorios es el idioma oficial como en Costa de Marfil o Gabón. En otros países como Túnez y Marruecos, la población usa el francés como lengua vehicular en contraste con otras lenguas, o son bilingües (árabe y francés) aunque es considerado el segundo idioma por la población general.
En cada país, el francés tiene su propia pronunciación y vocabulario.

## Variedades dialécticas
Existen tres variedades del francés en África agrupadas en tres categorías:
- Occidental, Central y Oriental:  Cerca de 75 millones de habitantes tienen el francés como idioma nativo.
- Magreb: La población árabe y bereber habla una variante francesa magrebí. Cerca de 36 millones saben francés.
- Índica: El francés es hablado por la población criolla en las islas del Océano Índico (Reunión, Mauricio y Seychelles). Aproximadamente es hablado por 1,6 millones de habitantes. No debe confundirse con los idiomas basados en el francés criollo (también hablado en el territorio).

Todas las variedades difieren en comparación con el francés neutro tanto en la pronunciación como en el vocabulario, sin embargo, es utilizado en asuntos de enseñanza, medios de comunicación y documentos legales.

## Pronunciación
Las diferencias en la pronunciación son insignificantes (por ejemplo: el francés hablado en Marruecos es similar al de Senegal). A pesar de estas variaciones regionales, existen algunos nexos en común con la población africana en general como la pronunciación de la "R" que tiende a ser alveolar en lugar de la gutural, sin embargo, algunos la pronuncian de manera gutural (similar a la letra "غ" (ġayn)). Las letras D, T, L y N al igual que otras letras y fonemas, suenan diferentes aunque se puede mantener la entonación estándar.
No obstante, es imposible generalizar sobre la pronunciación del francés. Cada pronunciación depende del acento del idioma africano de la zona.

## Vocabulario

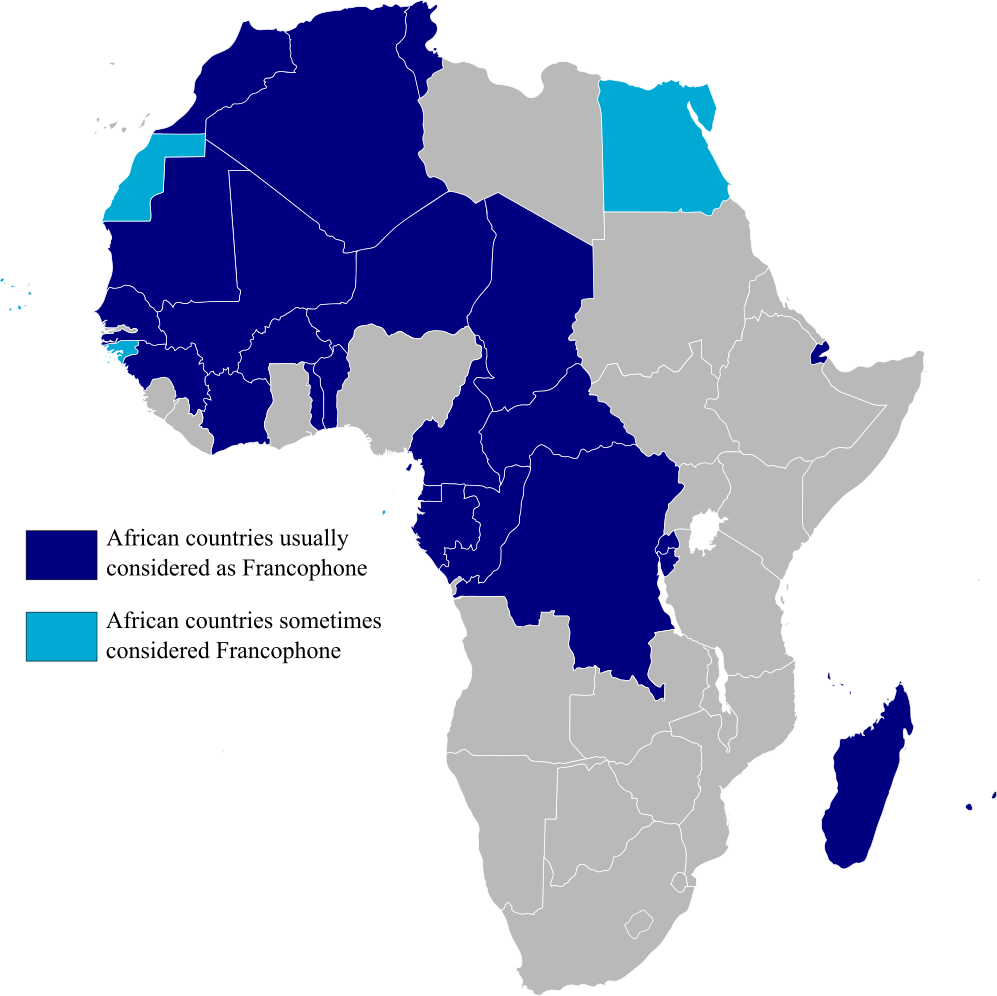
En azul oscuro, los países en los que el francés es idioma oficial o está extendido su uso, aunque no sea oficial (como en todo el Magreb), mientras que el azul claro representa a los países en los que se utiliza este idioma, pero de forma minoritaria.
En 2020, la parte en oscuro, tenía una población de 500 millones de habitantes y se estima que en 2050 la cifra se incremente hasta 900 millones.

En cuanto al vocabulario, existen tres diferencias respecto al francés neutro. En primer lugar,  la presencia de palabras que no existen en el francés estándar (a menudo vienen con localismos y préstamos lingüísticos de determinados idiomas africanos). En consecuencia, cada región tiene su propia variedad, aunque el vocabulario constituye tan solo una pequeña diferencia respecto al neutro. En una conversación entre gente de otras zonas, se tiende a utilizar un vocabulario más neutro para evitar los localismos. Sin embargo, existen otras palabras francesas que comparten varios países.
La segunda causa es el uso de palabras que en francés tienen otro significado, por ejemplo: la palabra présentement («al mismo momento») es usado con frecuencia en el África subsahariana (a excepción del Magreb) aunque su significado es: «De una manera u otra» o «Como si fuese...».
La tercera diferencia es la variante fonética aprendida en la enseñanza del África subsahariana en el que se aprende un francés más clásico y conservador que el que se habla en Europa. De un modo es similar al inglés hablado en India.
El vocabulario de los africanos no aparece registrado en la normativa del francés estándar y queda reducido al argot o a coloquialismos que han pasado a formar parte del uso común.

### Francés de Abiyán

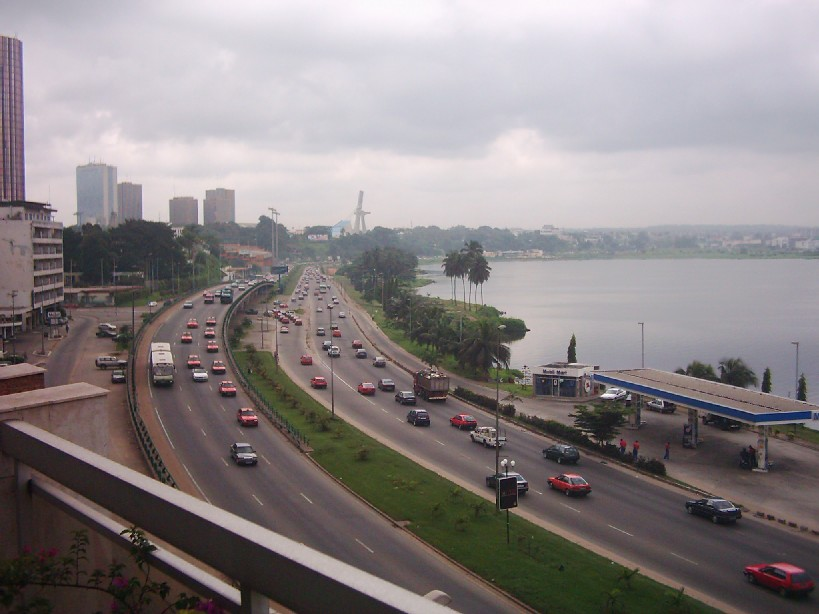
Carretera en el centro de Abiyán

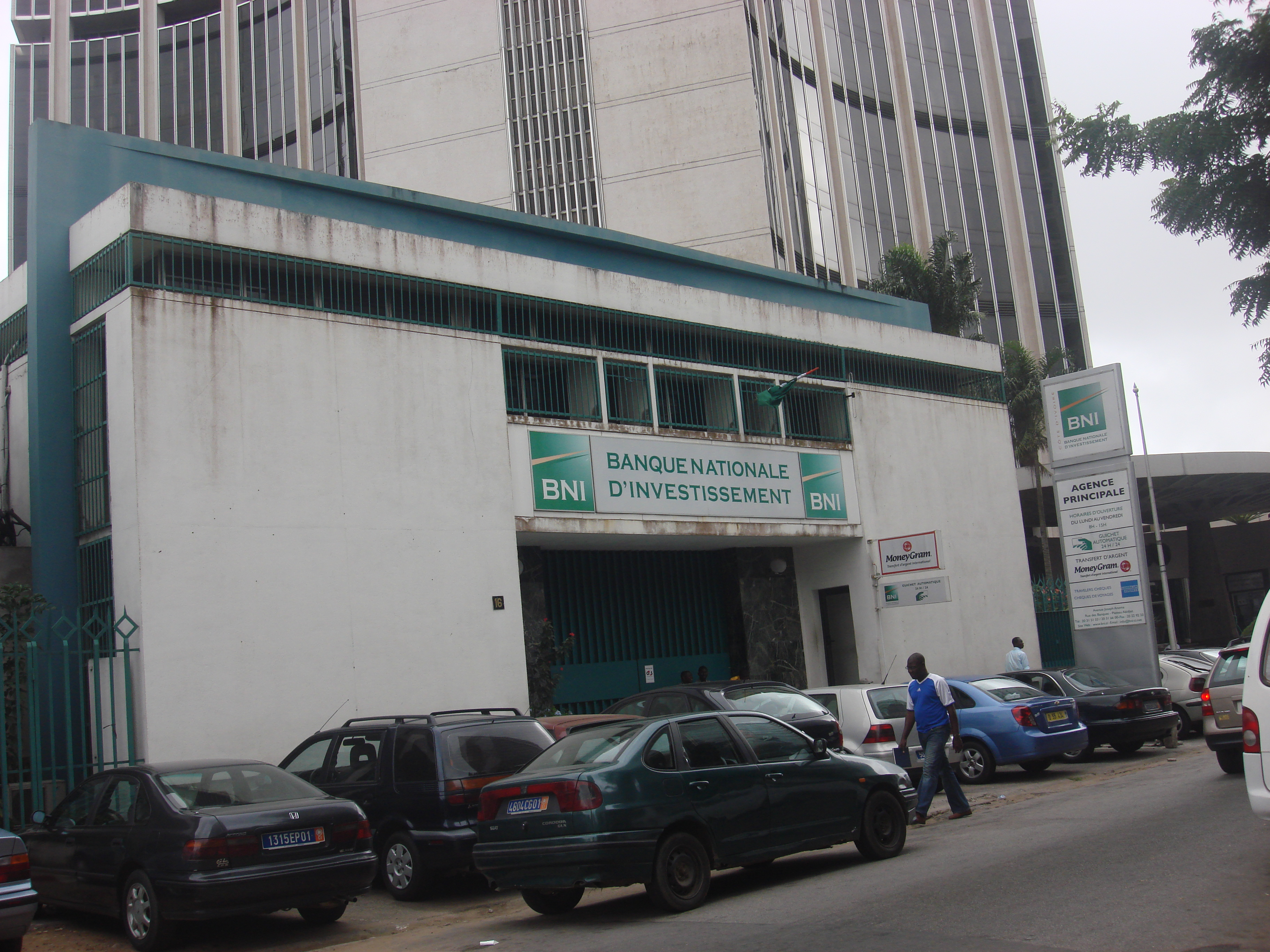
Rótulo en francés de una entidad bancaria (Banco nacional marfileño)

De acuerdo con los datos estimados, entre un 75 % y un 99 % de los ciudadanos de Abiyán son francófonos a excepción de la población indígena. Hay tres variedades de francés siendo el estándar, el hablado por aquellos con acceso a la educación. Sin embargo, la mayoría habla un francés más coloquial conocido como: français de Moussa (inspirado en un personaje de la revista Ivoire Dimanche publicada en este dialecto). La jerga francesa se la conoce como "Nouchi", de uso común entre bandas y la población joven. En esta última variante suelen aparecer nuevas palabras que son admitidas en el habla. En 2012 se creó un diccionario crowsourced de nouchi mediante el uso de móviles.
Algunos ejemplos del francés de Abiyán son los siguientes en los que se producen ciertas modificaciones de la ortografía francesa a excepción de "Ô" (pronunciado como -aw en inglés).
- Une go es una jerga cuyo significado es «chica» o «novia». Es un préstamismo del idioma madinka («chica»).
- Un maquis es un término coloquial para referirse a un bar o bocatería de barrio en el que se sirve comida africana. Esta palabra también existe en el francés estándar para referirse a la maquis de la Segunda Guerra Mundial. Aunque se desconoce el por qué del significado que le dan los marfileños.
- Un bra-môgô es una manera de referirse a un joven, viene a ser el equivalente al español coloquial como: «Chaval» o «Tío». Es un préstamismo del madinka
- Chicotter significa «agredir», «golpear» o «castigar» [a los niños]. Es un préstamo del Portugués brasileño que ha empezado a formar parte del vocabulario.
- Le pia en argot significa «dinero» y se cree que procede del francés pièce («moneda»), pierre («piedra») o piastre (peseta, duro).

Durante una conversación dentro de un contexto formal o cuando conversan entre otros francoparlantes extranjeros, suelen reemplazar los localismos por el francés neutro (une fille, un restaurant o une cantine, etc.) aunque los localismos también cruzan fronteras, por ejemplo es habitual el uso de la palabra: Chicotter en Senegal, Malí, Níger, Burkina Faso, Chad, República Centroafricana, Benín, Togo y República Democrática del Congo.

### Francés de Kinshasa

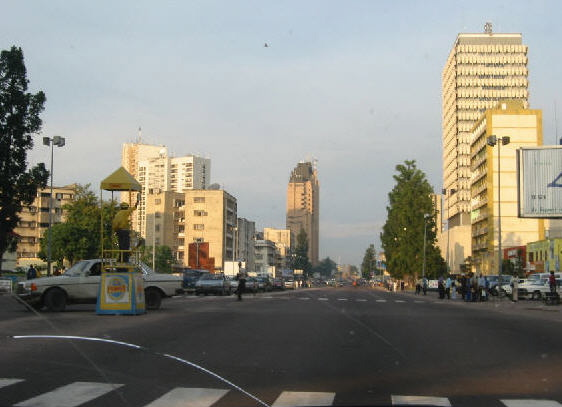
Bulevar del 30 de Junio, principal arteria del centro comercial de Kinshasa.

Kinshasa es con más de 8 millones de habitantes, la segunda ciudad francófona más grande del mundo después de París y a la vez, la principal capital de los países francófonos. En la República Democrática del Congo se estima que 24 millones (40 % de la población) de habitantes habla francés como segundo idioma. El francés es lengua vehicular junto con el lingala. Este segundo idioma es más frecuente en la calle aunque en los negocios, administraciones, escuelas y medios de comunicación, el francés es el idioma predominante.
Debido a la presencia de los dos idiomas, el francés hablado en Kinshasa comparte préstamos lingüísticos del lingala. Dependiendo del estatus social, algunos mezclan las dos lenguas:
- Cadavéré: Significa cansado o muerto. Es la pronunciación local de la palabra en francés neutro: cadavre cuyo significado es «cadáver»
- Makasi: «fuerte», «resistente». Procede del lingala
- Anti-nuit: «Gafas de sol» que llevan la gente que sale de fiesta por las noches. Es una de las maneras de referirse a la vida nocturna de la ciudad.
- Casser le bic: traducción literal «romper el Bic». Significado exacto: «Dejar de ir a la escuela».
- Merci mingi: «Muchas gracias». Merci es «gracias» en francés mientras que Mingi significa «mucho».
- Un zibolateur: «Descorchador». Procede del verbo kozibola que significa «abrir algo atascado u embotellado», a la palabra se le añade el subfijo francés -ateur.

## Estados miembros de la comunidad francófona en África

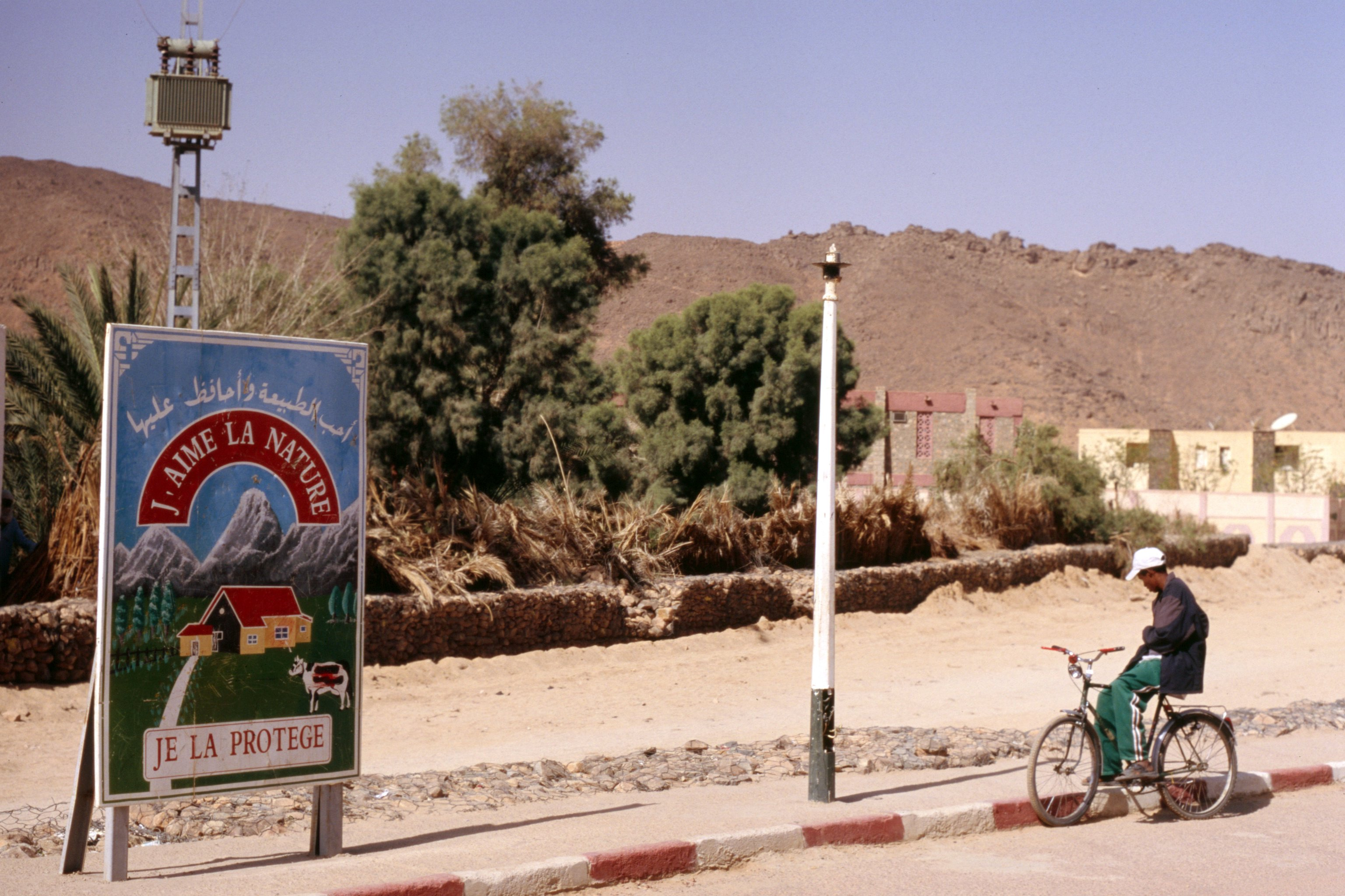
Cartel bilingüe argelino en francés y en árabe que reza: «J'aime la nature – Je la protège» y «أحب طبيعة وأحافظ عليها»: «Amo la naturaleza, y la defiendo»

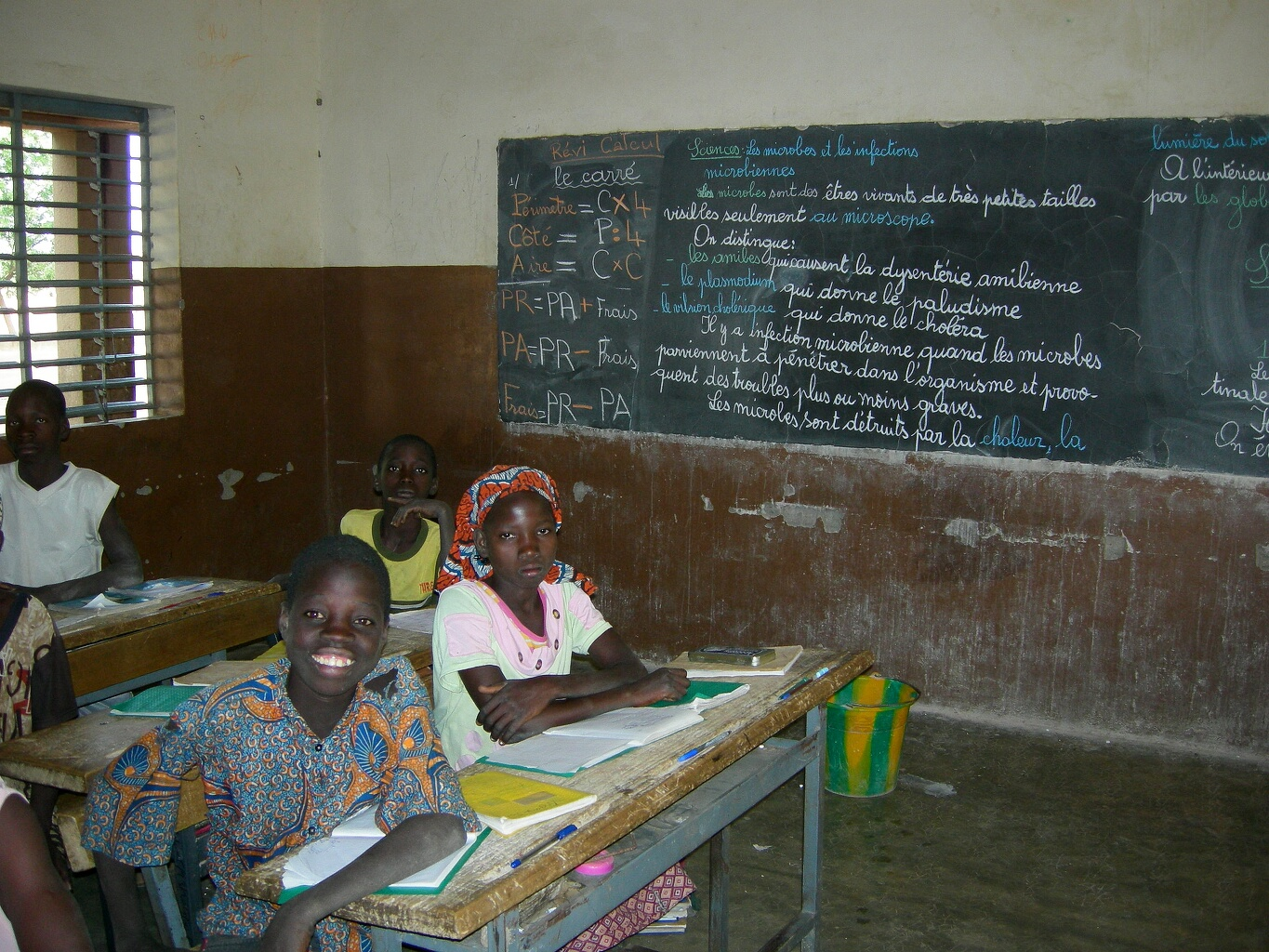
En la imagen, niños asistiendo a clase en un colegio de Burkina Faso, donde el francés es el idioma principal

Para ser miembro de la Organización Internacional de la Francofonía no es necesario que el francés sea el idioma principal o que sea comprensible. Los países de la lista que nunca han estado bajo el control francés o belga aparecen listados en cursiva. Argelia, una de las antiguas colonias francesas rechazó unirse a la organización por las tensiones políticas con el gobierno francés.
- Benín (idioma oficial)
- Burundi (idioma oficial junto con el kirundi)
- Camerún (idioma oficial junto con el inglés)
- Cabo Verde (portugués como idioma principal)
- República Centroafricana (idioma oficial junto con el sango)
- Chad (idioma oficial junto con el árabe)
- Comoras (idioma oficial junto con el comorense y el árabe)
- República Democrática del Congo (idioma oficial)
- República del Congo (idioma oficial)
- Costa de Marfil (idioma oficial)
- Yibuti (idioma oficial junto con el árabe)
- Egipto (el árabe es la lengua principal)
- Guinea Ecuatorial (idioma oficial junto con el español y el portugués)
- Francia (idioma oficial)
  - Mayotte (idioma oficial)
  - Reunión (idioma oficial)
- Gabón (idioma oficial)
- Guinea (idioma oficial)
- Guinea-Bissau (portugués como idioma principal)
- Madagascar  (idioma oficial junto con el malgache)
- Mauritania (el árabe es idioma oficial)
- Mauricio (No oficial, segunda lengua)
- Marruecos (el árabe es idioma oficial)
- Ruanda (idioma oficial)
- Santo Tomé y Príncipe (Portugués como idioma principal)
- Senegal (idioma oficial)
- Seychelles (lengua oficial con el inglés y criollo de Seychelles)
- Togo (lengua oficial)
- Túnez (el árabe es la lengua principal y oficial)

### Antiguos miembros (abandonaron la OIF en 2025)
- Burkina Faso (idioma oficial hasta el año 2023. Desde entonces se considera lengua de trabajo)[8][9]
- Mali (idioma oficial hasta el año 2023, desde entonces es lengua de trabajo)[10]
- Níger (idioma oficial hasta 2025, actualmente es una lengua de trabajo)[11]

### Países africanos por número de francoparlantes
Según el informe de la OIF de 2007, los países africanos con más de 5 millones de francófonos son:
- República Democrática del Congo: 24 320 000 como primera y segunda lengua
- Argelia (país no miembro): 19 millones.[12]
- Costa de Marfil: 12 740 000
- Marruecos: 10 131 000
- Camerún: 7 343 400
- Túnez: 6 360 000
- Guinea: 6 millones

### Países africanos con el mayor porcentaje de francoparlantes
En cuanto a los porcentajes por habitantes cuyo idioma es el francés, un informe de 2007 revela que:
- Francia:
  - Departamento de ultramar Reunión: 94,5 % como primer y segundo idioma.
  - Colectividad de ultramar de Mayotte: 59 %[13]
- Gabón: 80 %
- Islas Mauricio: 72,7 %
- Costa de Marfil: 70 %
- Santo Tomé y Príncipe: 65 %
- Túnez: 63,6 %
- Guinea: 63,2 %
- Seychelles: 60 %
- República del Congo: 60 %
- Guinea Ecuatorial: 60 %
- Argelia: 57 %[12]